# Fuerzas Navales Georgianas
Las Fuerzas Navales de Georgia (en georgiano: საქართველოს სამხედრო საზღვაო ძალები) fue el nombre oficial de la Armada de Georgia, una de los tres ramas militares de lasFuerzas Armadas de Georgia, que existió desde 1991 hasta 2009.
Previamente a la guerra de 2008, la Armada de Georgia contaba con 19 embarcaciones, 531 efectivos, de los cuales 181 eran oficiales, 200 suboficiales, 114 marinos y 36 civiles en puestos auxiliares. Sin embargo, tras las importantes pérdidas que sufrieron durante la guerra ruso-georgiana de 2008, en 2009 se tomó la decisión de unificarlos y transferir el personal y los barcos supervivientes a la Guardia Costera, pasando a ser dependeientes del Ministerio de Defensa al del Interior.

## Historia
A pesar de que Georgia históricamente ha tenido litoral en el Mar Negro, ningún estado histórico georgiano ha poseído una armada de tamaño notable fuer de los buques mercantes. El primer intento por crear una armada moderno se dio con la efímera existencia de la República Democrática de Georgia, desligada de la República Democrática Federal de Transcaucasia y ésta a su vez independizada de la República Rusa (ente de facto tras el colapso del Imperio ruso en 1918).
En los tres años de existencia de esta República, se consiguió juntar un destructor (posible Sviperí, destructor imperial ruso dela clase Sokol), cuatro navíos de vela, cuatro botes minadores y una decena de buques de vapor multipropósito, aunque esta fuerza nada pudo hacer contra la Armada Soviética.
La absorción por parte de la Unión Soviética y la conversión en la RSS de Georgia (tras un breve paso siendo parte de la RSFS de Transcaucasia) dejó al país sin una soberanía naval.
En 1990, la aguas georgianas eran controladas por la 184.ª Brigada de la Flota del Mar Negro soviética, con acuartelamiento en Poti. Tras la disolución de la Unión Soviética, la brigada fue retirada de Poti para 1992, en vez de recibir la totalidad de los barcos la nueva Armada Georgiana los barcos, como anhelaba el gobierno de Georgia. Sólo quedaron ocho embarcaciones menores en Georgia, aunque la tarea de patrullaje de costas fue cubierta por tropas rusas hasta 1998.

### Después de la restauración de la independencia

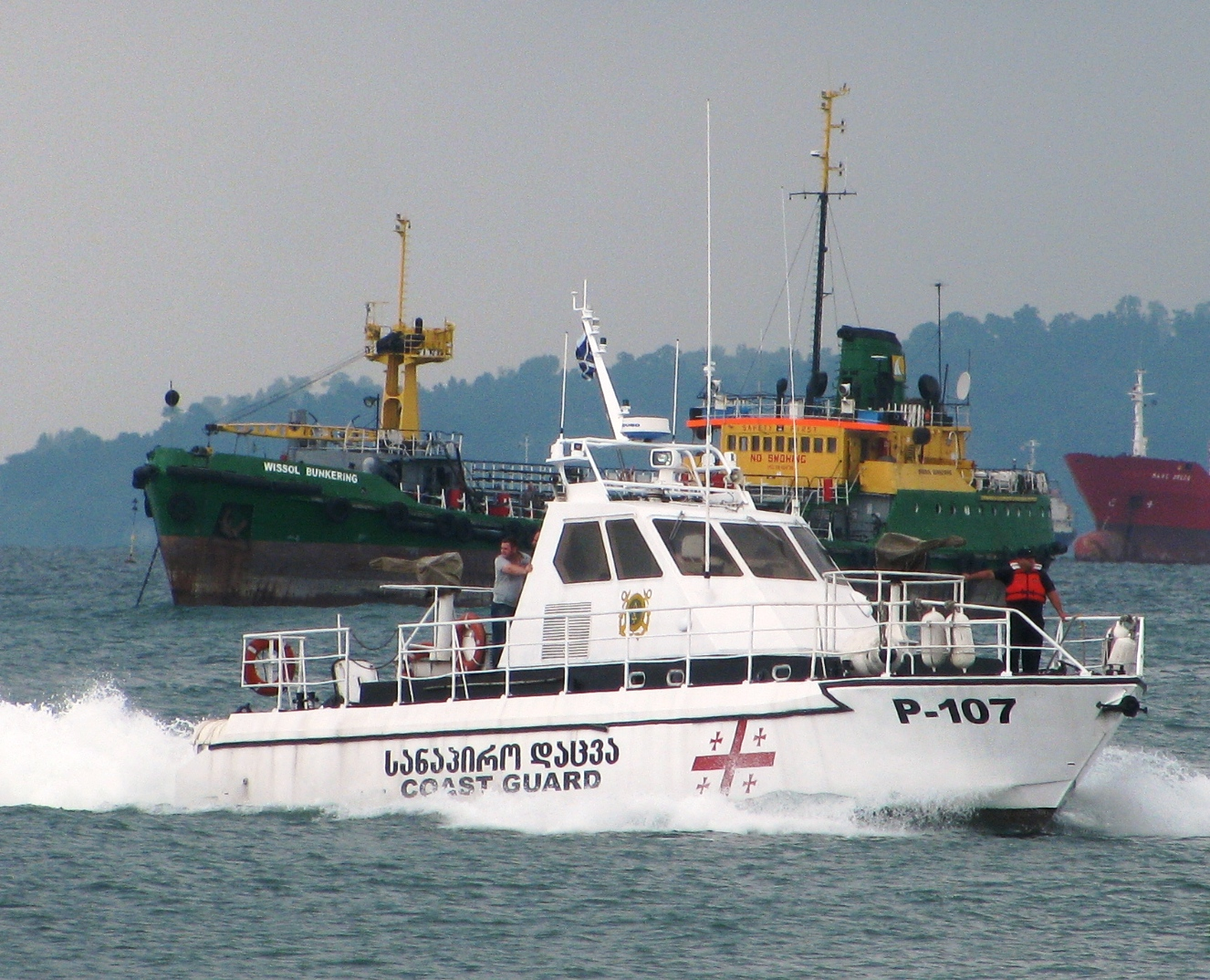
Patrullera georgiana P-107 cerca de Batumi en 2010.

En febrero de 1990, el Gabinete de Ministros de Georgia emitió un decreto sobre la creación de una comisión especial sobre los problemas de la construcción de las Fuerzas Armadas. Uno de sus grupos, liderado por el capitán Alexander Javajishvili, ex comandante de submarinos nucleares soviéticos, fue responsable de construir la armada. Tras la caída de la URSS, Georgia, que en aquel momento no formaba parte de la CEI, no fue incluida en el proceso de las negociaciones iniciales ruso-ucranianas sobre el reparto Flota del Mar Negro soviética en enero de 1992. Así, con el comienzo de la guerra separatista en Abjasia en 1992, Georgia no tenía una fuerza naval eficaz ni un sistema de defensa consecuente con su papel de Estado soberano. Durante la guerra, sólo se llevaron a cabo dos operaciones navales importantes, que incluyeron la evacuación de 173 mujeres y niños de Pitsunda en agosto de 1992 y la destrucción del campamento del comandante de campo checheno pro-abjasio Shamil Basáyev en Gudauta en abril de 1993. El 7 de julio de 1993, día en que el dragaminas georgiano Gantiadi bajo el mando de Shukri Kopaliani derrotó a varios barcos abjasios mientras patrullaba cerca de Tamishi, se eligió como Día de la Armada de Georgia.
La construcción de la fuerza naval comenzó con el equipamiento de los buques pesqueros con cañones antiaéreos y ametralladoras de pequeño calibre. En 1996, Georgia renovó sus demandas para su parte de la antigua Flota Soviética del Mar Negro, y la negativa de Rusia a asignar a Georgia una parte de  antigua Armada de la URSS se convirtió en otro punto discordante en las Relaciones Georgia-Rusia, que se fueron deteriorando progresivamente. Ucrania apoyó las reclamaciones de Tiflis, y entregó varias lanchas patrulleras a la Armada de Georgia y comenzó a entrenar a las tripulaciones georgianas, pero no pudo incluir en el acuerdo final sobre la distribución de la flota la cuestión de transferir a Georgia los barcos que antes se encontraban acuartelados en Poti. Más tarde, se decidió cambiar el resto de los derechos de Georgia a Rusia por una condonación parcial de las deudas de gas.
Georgia fue uno de los países fundadores y principales miembros de la Fuerza Naval del Mar Negro (BLACKSEAFOR).
Posteriormente, en la década de 1990, Georgia logró crear una pequeña fuerza naval con la ayuda de los Estados miembros de la OTAN, principalmente Turquía y Grecia. Sin embargo, a lo largo de su existencia, la marina de Georgia siguió siendo, según todos los indicios, el componente más insignificante de las fuerzas armadas, sin una doctrina operativa clara y sin los recursos necesarios para apoyar la seguridad marítima o realizar misiones de entrenamiento.
Después del conflicto de 2008 entre Rusia y Georgia, en el que Georgia perdió la mayor parte de sus fuerzas navales tanto en el enfrentamiento naval en Abjasia como en el bombardeo de los puertos georgianos por parte de la Flota del Mar Negro rusa, se tomó la decisión de fusionar la Armada georgiana con la Guardia Costera. Desde 2009, se formó la Guardia Costera Unida dependiente de la Policía Fronteriza de Georgia .

## Bases
- VMB Poti (cuartel general, cuartel general de la Armada)
- VMB Batumi
- Puesto de guardacostas en el pueblo de Anaklia (municipio de Zugrid) — construido con la ayuda de los Estados Unidos, contiene el punto de control del BOHR; Detección por radar de objetivos marinos (el coste de la estación es de unos 540.000 dólares estadounidenses) y una subestación transformadora  ;
- Puesto de guardacostas en la ciudad de Chakvi — construido con la ayuda de los EE. UU., tiene un radar (el coste de la estación es de unos 600.000 dólares)  ;
- Puesto de guardacostas en Gonio — puesto en funcionamiento en enero de 2009, construido con la ayuda de EE.UU., incluye un radar para detectar objetivos marinos (el coste de la estación es de unos 500.000 dólares)

## Buques en servicio (1992—2008)
| Tipo                            | Clase/Proyecto        | N.º de gallardete | Nombre               | Inicio en la flota       | Notas |
| ------------------------------- | --------------------- | ----------------- | -------------------- | ------------------------ | --- |
| Patrullero                      | Proyecto 205P         | 301               | Giorgi Toreli/Batumi | Desde 1998               | Antiguo PSKR-629 donado por Ucrania. Durante mucho tiempo estuvo en reparación en Balaklava. Finalmente fue dado de baja y vendido para desguace en 2006.                                                             |
| Bote lanzamisiles               | Proyecto 206MR        | 302               | Tiflis               | 30 de junio de 1996      | Antiguo barco Konotop de la Armada de Ucrania. Donado a Georgia. Destruido el 13 o 14 de agosto de 2008 por las tropas rusas en el puerto de Poti. En 2009, fue adquirido por un ciudadano turco llamado Cem Aidemir. |
| Bote lanzamisiles               | La Combattante II     | 303               | Dioscuríade          | 22 de abril de 2004      | Donado por Grecia. Fue destruido el 13 y 14 de agosto de 2008 por las tropas rusas en Poti. En 2009, fue adquirida por un ciudadano turco llamado Cem Aidemir.                                                        |
| Patrullera                      | Proyecto 360          | 101               | Tskaltubo            | Desde 1992               | Donado por Grecia. Fue destruido el 13 y 14 de agosto de 2008 por las tropas rusas en Poti. En 2009, fue adquirida por un ciudadano turco llamado Cem Aidemir.                                                        |
| Patrullera                      | Proyecto 368Т         | 102               | Ajmeta               | Desde 1992               | Desguazado en Poti. |
| Patrullera                      | Dilos                 | 201               | Iberia               | Desde febrero de 1998    | Antiguo barco P-267 Dilos de la Armada Helénica. Donado por Grecia. Fue evacuado por la tripulación a Batumi en agosto de 2008.                                                                                       |
| Patrullera                      | AB-30 «Türk»          | 202               | Kutaisi              | 5 de diciembre de 1998   | Donado por Turquía. Fue evacuado por la tripulación a Batumi en agosto de 2008. |
| Patrullera                      | Dilos                 | 203               | Mestia               | Desde septiembre de 1998 | Antiguo barco de rescate P-269 Lindos de la Armada Helénica. Donado por Grecia.. Fue evacuado por la tripulación a Batumi en agosto de 2008.                                                                          |
| Lancha de desembarco mecanizada | Proyecto 106K         | 001               | Guria                | 6 de julio de 2001       | Donado por Bulgaria. Fue evacuado por la tripulación a Batumi en agosto de 2008. |
| Lancha de desembarco mecanizada | Proyecto 106K         | 002               | Asia                 | 6 de julio de 2001       | Donado por Bulgaria. Fue evacuado por la tripulación a Batumi en agosto de 2008. |
| Desembarco                      | Proyecto 1176 «Akula» |                   | MDK-01               | Desde 1992               | |
| Desembarco                      | Proyecto 1176 «Akula» |                   | MDK-02               | Desde 1992               | |
| Patrullero                      | Cerquero              | 016               | Gantiadi             | Desde 1992               | Fue retirado de la Armada de Georgia y convertido en buque hidrográfico. Renombrado como MRK Mirage, fue hundido el 10 de agosto de 2008 frente a la costa de Abjasia.                                                |
| Patrullero                      | Proyecto 371U         | 04                | Gali (2)             | Desde 1992               | Destruido por los rusos en el puerto de Poti entre el 13 y 14 de agosto de 2008 |
| Bote auxiliar                   | Proyecto 1398 «Aist»  | 10                | sin nombre           | Desde 1992               | Destruido por los rusos en el puerto de Poti en 2008 |
| Bote auxiliar                   | Proyecto 1398 «Aist»  | 12                | sin nombre           | Desde 1992               | Destruido por los rusos en el puerto de Poti en 2008 |
| Bote auxiliar                   | Proyecto 1398 «Aist»  | 14                | sin nombre           | Desde 1992               | Destruido por los rusos en el puerto de Poti en 2008 |